# 상하이 블루스 (1984년 영화)
상하이 블루스(上海之夜, Shanghai Blues)는 홍콩에서 제작된 서극 감독의 1984년 코미디, 뮤지컬 영화이다. 예첸원 등이 주연으로 출연하였고 서극 등이 제작에 참여하였다.

## 출연

### 주연
- 예첸원
- 실비아 창
- 종진도

### 조연
- 이려진
- 성규안
- 전청
- 서극
- 켄 보일
- 후펑